# Prunus yunnanensis
Prunus yunnanensis är en rosväxtart som beskrevs av Adrien René Franchet. Prunus yunnanensis ingår i släktet prunusar, och familjen rosväxter. Utöver nominatformen finns också underarten P. y. polybotrys.

## Bildgalleri

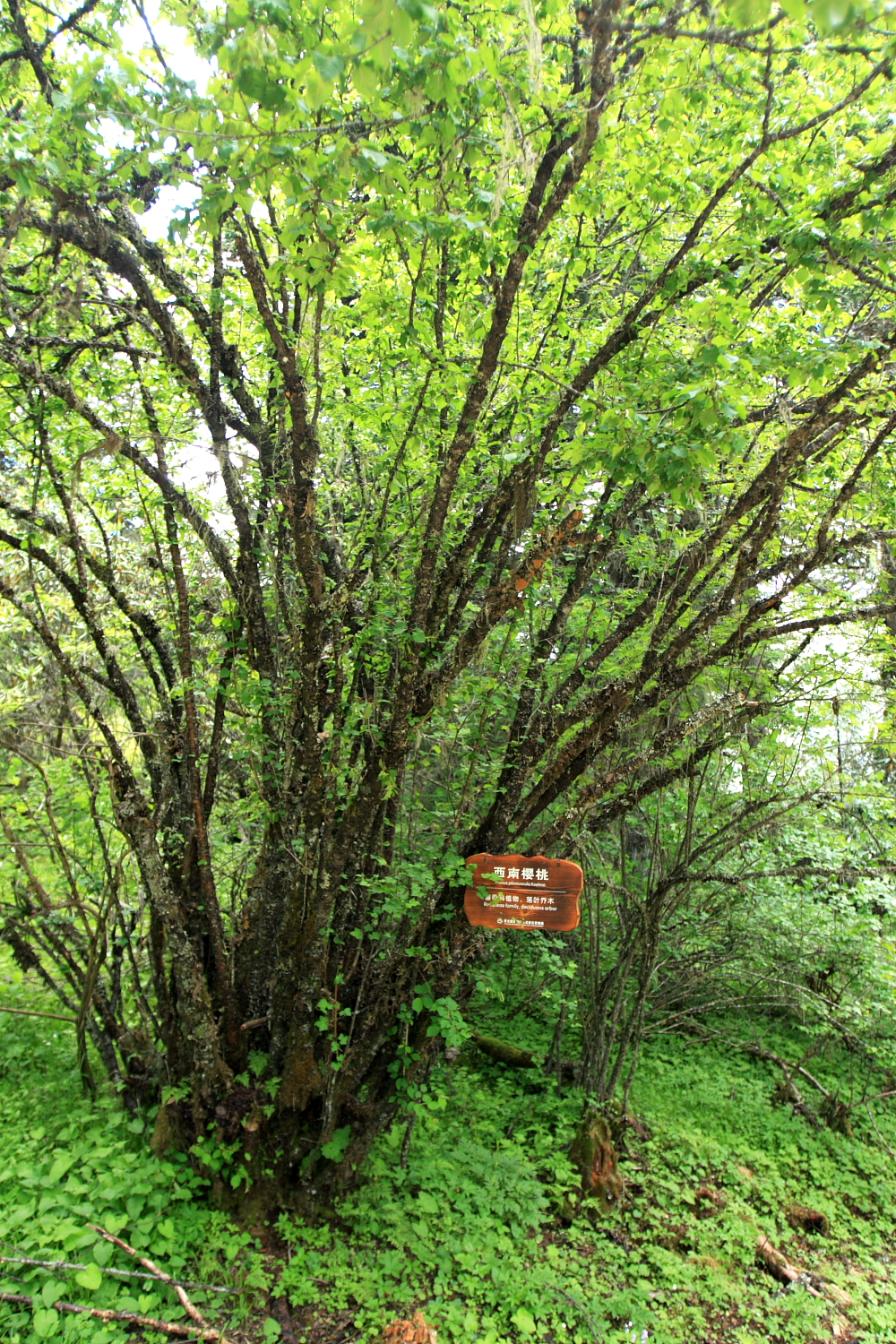